# 陳偉 (1957年)
陈伟（1957年4月—），女性，汉族，内蒙古自治区乌拉特前旗人。中华人民共和国政治人物。曾任中共平凉市委书记，甘肃省政协党组成员、秘书长等职务。第十二届全国人大代表。

## 生平
1974年，陈伟来到甘肃省安西县（今瓜州县），先后历任县知青办、县党委办公室干事、安西县渊泉镇副镇长、中国共青团安西县委副书记、共青团酒泉地委副书记等职务:27。1992年，陈伟回到安西县，出任该县党委副书记、县长:373。以后又先后担任酒泉地区行署副专员、省乡镇企业管理局副局长。
2005年，陈伟升任甘肃省妇女联合会主席。2006年，调任同省平凉市，并于翌年1月出任平凉市人民政府市长，陈伟也因此成为甘肃省首位女性地级市市长。2011年，陈氏接替已经调任天水市的马世忠，出任中共平凉市委书记。在主政平凉期间，她主张甘肃省建立医学类大学，甘肃医学院随即于2015年在平凉市成立，结束了平凉市没有本科高校的历史。
2016年1月，陈伟出任甘肃省政协秘书长。直到2020年1月卸任。